# Волдо (Флорида)
Волдо (англ. Waldo) — місто (англ. city) в США, в окрузі Алачуа штату Флорида. Населення — 846 осіб (2020).

## Географія
Волдо розташоване за координатами 29°47′31″ пн. ш. 82°10′1″ зх. д. / 29.79194° пн. ш. 82.16694° зх. д. (29.792011, -82.166973).  За даними Бюро перепису населення США в 2010 році місто мало площу 5,61 км², з яких 5,56 км² — суходіл та 0,04 км² — водойми. В 2017 році площа становила 5,89 км², з яких 5,64 км² — суходіл та 0,25 км² — водойми.

## Демографія
Згідно з переписом 2010 року, у місті мешкало 1015 осіб у 413 домогосподарствах у складі 245 родин. Густота населення становила 181 особа/км².  Було 489 помешкань (87/км²).
Расовий склад населення:
| - 70,2 % — білих - 25,9 % — чорних або афроамериканців - 0,3 % — азіатів - 0,2 % — корінних американців - 1,6 % — осіб інших рас |

До двох чи більше рас належало 1,8 %. Частка іспаномовних становила 3,2 % від усіх жителів.
За віковим діапазоном населення розподілялося таким чином: 24,1 % — особи молодші 18 років, 60,4 % — особи у віці 18—64 років, 15,5 % — особи у віці 65 років та старші. Медіана віку мешканця становила 38,4 року. На 100 осіб жіночої статі у місті припадало 94,8 чоловіків;  на 100 жінок у віці від 18 років та старших — 87,8 чоловіків також старших 18 років.
Середній дохід на одне домашнє господарство  становив 38 424 долари США (медіана — 29 813), а середній дохід на одну сім'ю — 41 245 доларів (медіана — 31 944). За межею бідності перебувало 31,5 % осіб, у тому числі 39,0 % дітей у віці до 18 років та 4,0 % осіб у віці 65 років та старших.
Цивільне працевлаштоване населення становило 401 особа. Основні галузі зайнятості: освіта, охорона здоров'я та соціальна допомога — 29,2 %, роздрібна торгівля — 20,4 %, транспорт — 8,5 %, науковці, спеціалісти, менеджери — 7,5 %.